# Авија BH-22
Авиа BH-22 (чеш. Avia BH-22) је био чехословачки акробатски тренажни авион настао 1926. Заснован је на ловцу Авиа BH-21.

## Пројектовање и развој
У Чехословачком ратном ваздухопловству између два рата је био обичај да се истовремено са увођењем борбеног типа авиона, наручи и тренажна верзија овог авиона. Једини захтев је био да тренажни авион по својим летним карактеристикама буде што ближи борбеном авиону. То се обично постизало уградњом слабијих мотора у серијске авионе. Шта се добијало овом праксом? Пре свега јефтинијом експлоатацијом авиона због нижих трошкова рада захваљујући слабијем мотору, пилоти су могли да имају задовољавајући број сати налета. Истовремено чували су се ресурси борбених авиона "авиона прве линије" што је био значајан чинилац борбене способности ваздухопловства. Авиа, пратећи ову праксу је предвидела ову потребу и паралелно са испоруком ловца Авија BH-21 започела је рад на пројекту новог авиона који је требао да буде тренажни пандам овом ловцу.
Тренажни авион је добио ознаку Авија BH-22 а његови пројектанти инжењери П. Бенеш и М. Хајн су желели да уградњом слабијег и лакшег мотора као и одбацивањем наоружања добију адекватан авион. Растерећењем кљуна авиона дошло је до дебаланса, померање тежишта авиона, која је решена померањем горњег крила ка кљуну авиона и смањењем размаха и минималним скраћивањем трупа. Водећи рачуна о технологхији производње, структуру авиона нису мењали а тиме добили два позитивна резултата поред снижавања трошкова производње добили су чвршћи авион са бољим акробатским способностима од оригинала (BH-21). Уградњом фотомитраљеза у неколико ових авиона повећана је употребна вредност овог авиона који је сада служио у школи гађања и тиме смањени ризици ове обуке уз минималне трошкове.

## Технички опис
Труп авиона је био исти као код авиона Авија BH-21 стим што је мало краћи.
Погонска група је била мотор Hispano-Suiza 8Аа од 132 kW, и дрвена двокрака вучна елиса.
Крила су иста као код авиона Авија BH-21, само мањих димензија (смањен размах и површина).
Репне површине исте као код авиона Авија BH-21.
Стајни трап исти као код авиона Авија BH-21.

## Верзије
Није постојало различитих верзија ових авиона.

## Оперативно коришћење
Прва серија од 18 авиона Авиа BH-22 испоручена је  ратном ваздухопловству у јулу 1926. године. У јануару 1928. наручена је друга серија од двадесет авиона, која је испоручена до октобра 1928. године.
Укупан број произведених Авиа BH-22 био је четрдесет - 38 серијских за МНО, један прототип и један авион који су остали у поседу Авије (BH-22.3, цивилне регистарске ознаке Л-БОНЛ, између осталог учествовао је на аеромитингу 1927. у Цириху) . Највећи део серијских BH-22 дат је ваздухопловној школи у Чебу, а ваздухопловни пукови су увек имали два авиона за одржавање акробатских летова пилота.
Добре летачке карактеристике авиона привукле су и цивилне купце – након дужег рада авиона BH-22 у војним ваздухопловним школама, неколико летелица је продато аероклубовима, где је коришћен као акробатски авион.

## Земље које су користиле авион
- Чехословачка